# سو گرافتون
 سو گرافتون (انگلیسی: Sue Grafton؛ زادهٔ ۲۴ آوریل ۱۹۴۰-28 دسامبر 2017) یک نویسنده اهل ایالات متحده آمریکا است.